# Симон Йерусалимски
Симон Йерусалимски (на немски: Simon von Jerusalem; на френски: Simon, connétable de Jérusalem; на латински: Symon ducis filius; † сл. 1115) е през XI и XII век, от преди 1108 до след 1115 г. първият констаблер (constable) на Кралство Йерусалим след първия кръстоносен поход.

## Биография
Анна Комнина го споменава като пратеник на крал Балдуин I Йерусалимски в Триполис, където през 1108 г. посреща византийския посланик. Там е наричан братовчед на краля.
Той е вероятно син на Хайнрих I фон Лимбург († 1119), херцог на Долна Лотарингия от Дом Лимбург-Арлон и внук по майка на Йосташ I (Евстах I) (1010; † 1049), граф на Булон.